# Ruth Perry
Ruth Perry, született Ruth Sando Fahnbulleh (Grand Cape Mount, 1939. július 16. – Columbus, Ohio, USA, 2017. január 8.) libériai politikus.

## Élete
A University of Liberia-n szerzett tanári diplomát, majd Grand Cape Mount megyében dolgozott általános iskolai tanárként. Házasságot kötött McDonald Perry-vel, aki bíróként és jogászként tevékenykedett. Hét gyermekük született. Miután gyermekei felnőttek, 1971-től Monrovia-ban dolgozott a Chase Manhattan Banknál és közben felnőtteket tanított. Férje politikusi pályafutása során részt vett a választási kampányban, és megpróbálta nőket szavazásra buzdítani. Férje halála után az Egységpárt (Unity Party) felkérte, hogy induljon ő választásokon. 1985-ben körzetében megválasztották a libériai szenátus tagjává.
1996. augusztus 17-én hét év háború után a Nyugat-afrikai Államok Gazdasági Közössége (ECOWAS) képviselői segítségével a libériai hadviselő felek tűzszünetet kötöttek, és bejelentették, hogy Perry lesz Wilton Sankawulo helyett a Libériai állam elnöke az átmeneti időre. Perry 1997-ig töltötte be ezt a pozíciót.